# Friedenssicherungseinsätze der Ukraine

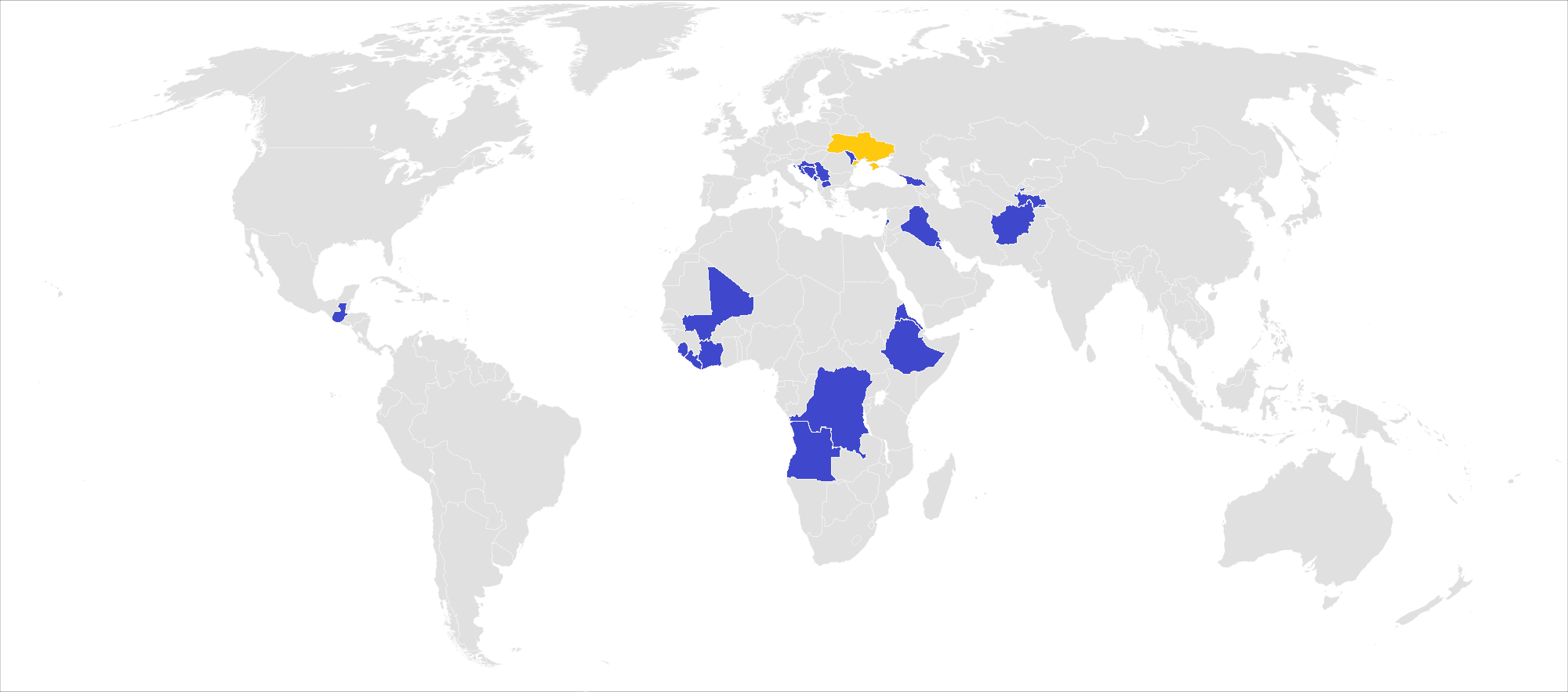
Ukrainische Friedensmissionen

Seit 1992 gab es 26 Friedenssicherungseinsätze der Ukraine, bei denen die Ukrainischen Streitkräfte an friedenserhaltenden Maßnahmen unter der Schirmherrschaft der UN, der NATO und anderer internationaler Organisationen teilgenommen haben. An den militärischen Operationen waren 44.000 ukrainische Soldaten beteiligt, von denen 55 getötet wurden.
Ukrainer, die während der Sowjetunion an friedenserhaltenden Maßnahmen der Vereinten Nationen teilgenommen haben, werden im Gegensatz zu anderen Unionsrepubliken in den offiziellen Statistiken nicht erfasst.

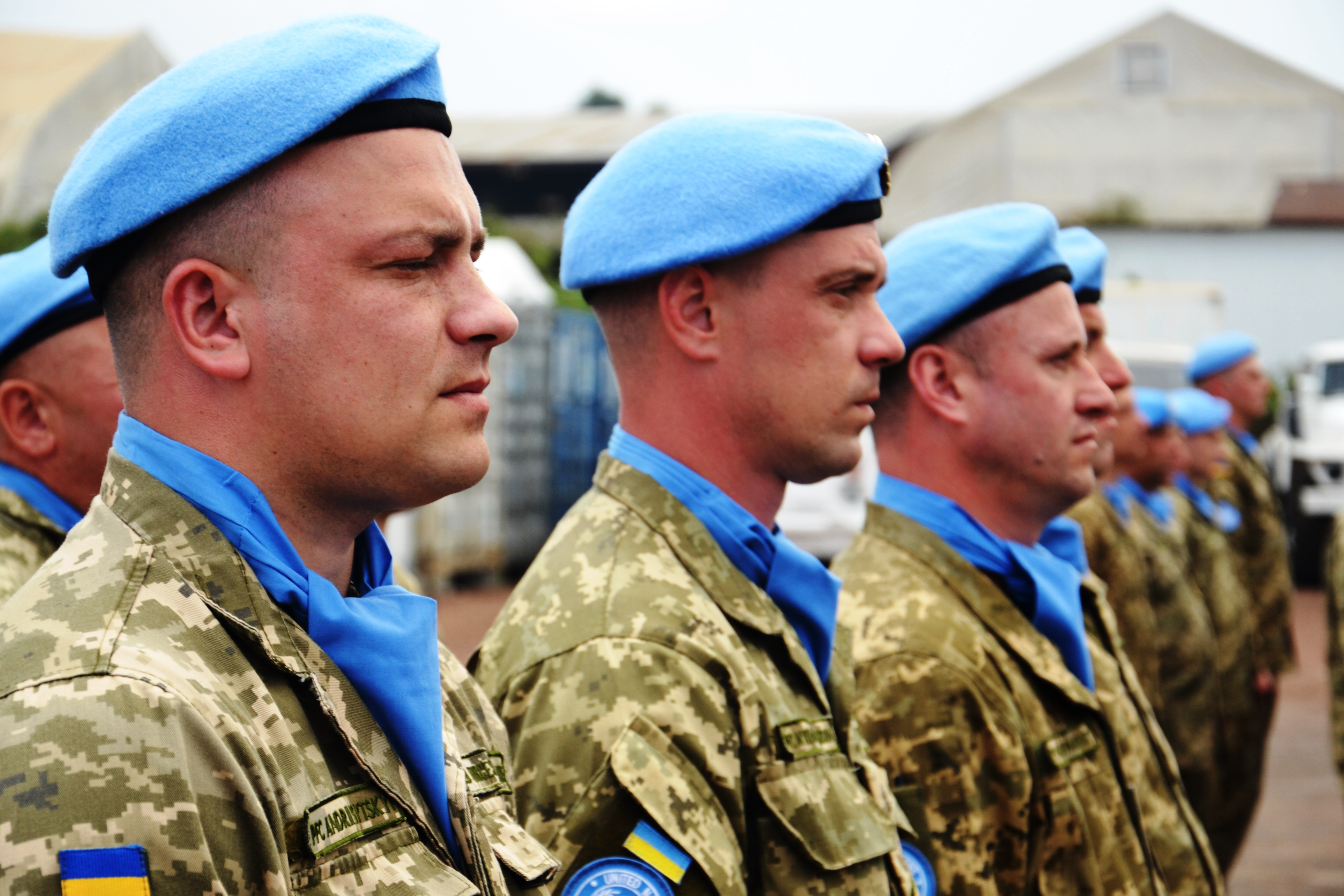
Kontingent ukrainischer Friedenssoldaten in der DR Kongo

Bis 2022 waren die Ukrainischen Streitkräfte an drei friedenserhaltenden Operationen beteiligt. Am 7. März 2022 wurden die Ukrainischen Friedenssoldaten per Erlass von Präsident Wolodymyr Selenskyj im Zusammenhang mit der bewaffneten Aggression der Russischen Föderation gegen die Ukraine aus der ganzen Welt abgezogen. Im Jahr 2022 leistete die Ukraine den neuntgrößten Beitrag an militärischem Personal für UN-Friedensmissionen. Der Abzug der ukrainischen Friedenssoldaten hat die UN-Friedenssicherungseinsätze in den betroffenen Missionen geschwächt. Der anhaltende Krieg in der Ukraine hat auch die künftige Beteiligung des Landes an UN-Friedensmissionen in Frage gestellt.

## Friedenserhaltende Missionen der Ukraine
Die Liste umfasst alle ukrainischen friedenserhaltenden Maßnahmen seit der Unabhängigkeit der Ukraine.
| Nummer | Jahre     | Titel | Standort                     | Ständige Streitkräfte       | Verluste       | Status        |
| ------ | --------- | --- | ---------------------------- | --------------------------- | -------------- | ------------- |
| 1      | 1992–1995 | Schutztruppe der Vereinten Nationen (UNPROFOR)                                                                     | Jugoslawien                  | 1303                        | 15             | abgeschlossen |
| 2      | 1993      | United Nations Observer Mission in Georgia                                                                         | Georgien                     | 131                         | keine Verluste | abgeschlossen |
| 3      | 1994–2000 | United Nations Mission of Observers in Tajikistan                                                                  | Tadschikistan                | 21                          | keine Verluste | abgeschlossen |
| 4      | 1995–1999 | Implementation Force (IFOR), SFOR in Bosnien und Herzegowina                                                       | Bosnien und Herzegowina      | 400                         | 2              | abgeschlossen |
| 5      | 1995–1999 | Präventiveinsatztruppe der Vereinten Nationen (UNPREDEP)                                                           | Nordmazedonien               | 1                           | keine Verluste | abgeschlossen |
| 6      | 1996–1998 | UN-Übergangsverwaltung für Ostslawonien, Baranja und Westsrem (UNTAES)                                             | Kroatien                     | 511                         | keine Verluste | abgeschlossen |
| 7      | 1996–1999 | Beobachtermission der Vereinten Nationen in Angola (MONUA)                                                         | Angola                       | 216                         | 1              | abgeschlossen |
| 8      | 1996–2002 | Beobachtermission der Vereinten Nationen in Prevlaka (UNMOP)                                                       | Kroatien                     | 2                           | keine Verluste | abgeschlossen |
| 9      | 1997      | Verifikationsmission der Vereinten Nationen in Guatemala (MINUGUA)                                                 | Guatemala                    | 8                           | keine Verluste | abgeschlossen |
| 10     | 1998–2001 | OSZE-Kosovo Verification Mission                                                                                   | Kosovo                       | 23                          | keine Verluste | abgeschlossen |
| 11     | 1999–2022 | Multinationale Streitkräfte unter Führung der NATO im Kosovo im Einsatz — KFOR                                     | Kosovo                       | 40                          | 4              | abgeschlossen |
| 12     | 1999–2005 | OSZE-Mission in Georgien                                                                                           | Georgia                      | 530                         | keine Verluste | abgeschlossen |
| 13     | 2012–2022 | Ukrainischer Friedenseinsatz in der Demokratischen Republik Kongo                                                  | Demokratische Republik Kongo | 13                          | keine Verluste | abgeschlossen |
| 14     | 2000–2006 | Interimstruppe der Vereinten Nationen im Libanon (UNIFIL)                                                          | Libanon                      | 650                         | keine Verluste | abgeschlossen |
| 15     | 2000–2001 | Internationale Sicherheitsbeistandstruppe                                                                          | Afganistán                   | 1                           | keine Verluste | abgeschlossen |
| 16     | 2001–2005 | Mission der Vereinten Nationen in Sierra Leone (UNAMSIL)                                                           | Sierra Leona                 | 530                         | 6              | abgeschlossen |
| 17     | 2003      | Humanitäre Mission im Staat Kuwait (UNIKOM)                                                                        | Kuwait                       | 448                         | keine Verluste | abgeschlossen |
| 18     | 2004–2008 | Mission der Vereinten Nationen in Äthiopien und Eritrea                                                            | Etiopía Eritrea              | 7                           | keine Verluste | abgeschlossen |
| 19     | 2005–2011 | United Nations Mission in the Republic of South Sudan                                                              | Sudán                        | 11                          | keine Verluste | abgeschlossen |
| 20     | 2005–2008 | Ukrainische Friedensmission im Irak                                                                                | Irak                         | 1690                        | 18             | abgeschlossen |
| 21     | 2007–2014 | Internationale Sicherheitsbeistandstruppe                                                                          | Afganistán                   | 30                          | keine Verluste | abgeschlossen |
| 22     | 2008–2009 | UN-Mission in Georgien                                                                                             | Georgia                      | 37                          | keine Verluste | abgeschlossen |
| 23     | 2003–2018 | United Nations Mission in Liberia                                                                                  | Liberia                      | 275                         | 5              | abgeschlossen |
| 24     | 2011–2022 | Opération des Nations Unies en Côte d’Ivoire                                                                       | Elfenbeinküste               | 56                          | 1              | abgeschlossen |
| 25     | 2019–2022 | United Nations Multidimensional Integrated Stabilization Mission in Mali (MINUSMA)                                 | Mali                         | 20                          |                | abgeschlossen |
| 26     | 1998–2022 | Gemeinsame Friedenstruppen in der transnistrischen Sicherheitszone der transnistrischen Region der Republik Moldau | Moldavia                     | 10 (observadores militares) | keine Verluste | abgeschlossen |

Ende 2012 gründete eine Gruppe von Offizieren der ukrainischen Streitkräfte unter der Leitung von Oberst a. D. Serhij Hrabskyj die ukrainische Vereinigung „Union der Teilnehmer an friedenserhaltenden Einsätzen“, die in ihren Reihen Teilnehmer an friedenserhaltenden Einsätzen unter der Schirmherrschaft der UN, der NATO, der OSZE und anderer internationaler Organisationen zusammenbrachte, um den Status dieser Kategorie zu bestimmen und ihren sozialen Schutz zu gewährleisten.

## Jahrestage

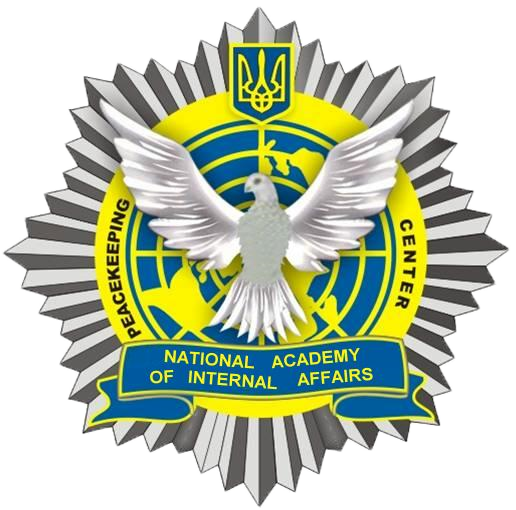
Logo des Sonderzentrums für Friedenssicherung der Ukraine

- 2017: 25. Jahrestag der Beteiligung der Ukraine an den Operationen der Friedenstruppen der Vereinten Nationen (UNPF) (1992) auf staatlicher Ebene.[9]